# Левин, Чарльз Альберт
Чарльз Альберт Левин (17 марта 1897 — 6 декабря 1991) — американский миллионер и авиационный меценат, стал первым пассажиром, совершивший перелёт через океан.
В 1927 году стал первым в мире пассажиром, доставленным на борту самолёта через Атлантический океан. В ночь с 4 на 5 июня он совершил перелёт из Нью-Йорка в Лютерштадт-Айслебен.

## Биография
Родился 17 марта 1897 года в г. Норт-Адамс, Массачусетс. Начал работу в компании своего отца по торговле металоломом. Позднее учредил собственную компанию по утилизации снарядных гильз после Первой мировой войны. К 1927 году, в возрасте 30 лет, стал миллионером.